# Mingshui Manzuxiang
Mingshui Manzuxiang (kinesiska: 明水满族乡) är en socken i Kina. Den ligger i provinsen Liaoning, i den nordöstra delen av landet, omkring 330 kilometer sydväst om provinshuvudstaden Shenyang. Antalet invånare är 12294. Befolkningen består av 5 824 kvinnor och 6 470 män. Barn under 15 år utgör 12,0 %, vuxna 15-64 år 77 %, och äldre över 65 år 10,0 %.
Genomsnittlig årsnederbörd är 835 millimeter. Den regnigaste månaden är juli, med i genomsnitt 208 mm nederbörd, och den torraste är januari, med 3 mm nederbörd.